# Эволюция фотосинтеза
Под эволюцией фотосинтеза понимают исторический путь происхождения и последующего развития фотосинтеза или последовательное становление и изменение процесса преобразования солнечной энергии в химическую для синтеза сахаров из углекислого газа, с выделением кислорода в качестве побочного продукта.
В ходе развития жизни на земле первые фотосинтезирующие организмы появились достаточно рано и в качестве источников электронов использовали мощные восстановители, такие как водород или сероводород, поэтому изначально весь фотосинтез был аноксигенным. В ходе эволюции появилось множество путей фиксации углекислого газа (ныне представленных только у бактерий), включая три метаболических пути, наиболее распространённых в наше время: С3-фотосинтез, С4-фотосинтез и CAM-фотосинтез. Из этих трёх С3-фотосинтез является самой древней и наиболее распространённой формой.

## Происхождение
Способность использовать воду в качестве источника электронов для фотосинтеза, по-видимому, появилась однажды у общего предка современных цианобактерий. Геологическая летопись указывает что это событие имело место на ранних этапах истории Земли, по крайней мере 2450—2320 миллионов лет назад, а как полагают некоторые исследователи, возможно, даже гораздо раньше. Геобиологические исследования осадочных пород архея (>2500 млн лет назад) свидетельствуют, что жизнь существовала 3500 млн лет назад, но вопрос о том, когда возник оксигенный фотосинтез, по-прежнему остаётся без чёткого ответа. Первые окаменелости, на которых, как полагают, отпечатались нитчатые фотосинтезирующие организмы, были датированы 3,4 млрд лет. Чёткое палеонтологическое окно цианобактериальной эволюции относится к дате около 2000 млн лет назад, разнообразной биоты сине-зелёных водорослей. Цианобактерии оставались главными первичными продуцентами в течение всего протерозойского эона (2500—543 Ма), чему отчасти способствовала их способность к азотофиксации. В конце протерозоя к цианобактериям присоединились зелёные водоросли, которые быстро стали главными продуцентами на континентальных шельфах, но только с мезозоя (251—265 Ма), с повышением численности и разнообразия динофлагеллят, кокколитофорид и диатомовых водорослей первичная продукция в морских шельфовых водах пришла к её современному виду. Цианобактерии по-прежнему крайне важны для морских экосистем как первичные продуценты океана, фиксаторы атмосферного азота, а в изменённой форме — как пластиды морских водорослей.

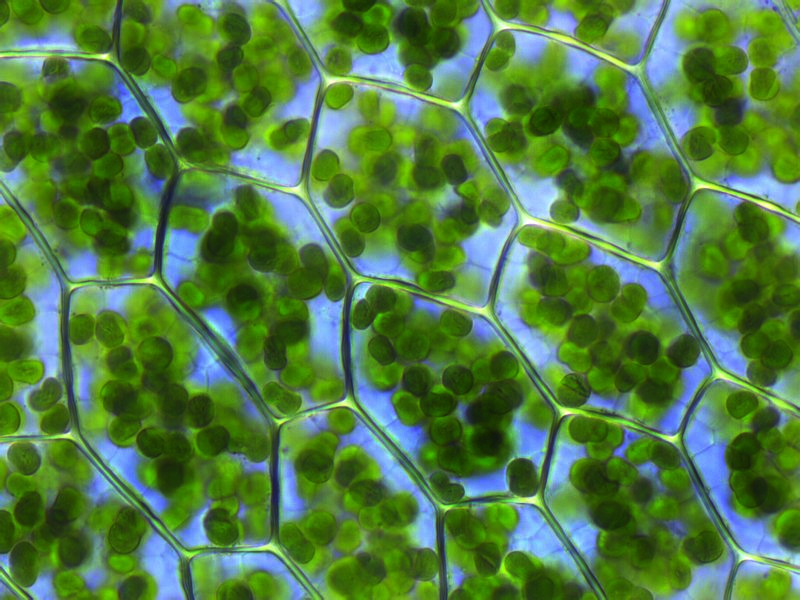
Хлоропласты растительных клеток (мох Plagiomnium affine).

Первые фотосинтезирующие организмы, зелёные и пурпурные серные, а также зелёные и пурпурные несерные бактерии осуществляли аноксигенный фотосинтез, используя различные органические и неорганические молекулы в качестве доноров электронов. Зелёные и пурпурные серные бактерии используют водород, серу или сероводород, а зелёные несерные используют H2S, H2, сахара, аминокислоты и органические кислоты в качестве доноров электронов. Пурпурные несерные бактерии используют H2S, серу или разнообразные органические вещества.
Основным источником кислорода в атмосфере является оксигенный фотосинтез; его появление привело к вымиранию большей части анаэробной фауны древней Земли, событие известно как кислородная катастрофа. Геологические данные свидетельствуют о том, что кислородный фотосинтез достиг значительной интенсивности в период палеопротерозойской эры около 2 млрд лет назад.

## Симбиоз и происхождение хлоропластов
По крайней мере несколько групп животных сформировали симбиотические отношения с фотосинтезирующими водорослями. К ним относятся кораллы, губки и морские анемоны. Полагают, что это связано с простым планом строения и большой поверхностью этих животных по сравнению с их объёмом. Кроме того, несколько морских моллюсков, Elysia viridis и Elysia chlorotica, вступают в симбиотические отношения с хлоропластами, которые они захватывают из поедаемых водорослей и сохраняют в своих телах. Это позволяет им выживать исключительно за счёт фотосинтеза в течение нескольких месяцев. Некоторые гены водорослей, необходимые для фотосинтеза, даже попали в клеточное ядро этих слизней.
Как полагают, хлоропласты возникли именно в результате такого симбиоза. Они имеют много общего с фотосинтезирующими бактериями, в том числе кольцевую хромосому, рибосомы прокариотического типа и схожие белки фотосинтетического реакционного центра. Эндосимбиотическая теория постулирует, что хлоропласты образовались в результате эндоцитоза фотосинтезирующих бактерий древними эукариотами, в результате чего появились первые растительные клетки. Как и митохондрии, хлоропласты обладают собственной ДНК, независимой от ядерной ДНК их клеток-хозяев. Гены ДНК хлоропластов напоминают гены цианобактерии. Как полагают, ДНК в хлоропластов кодирует в основном редокс-белки, такие как реакционные центры фотосистем. Эта гипотеза называется КоРР-гипотеза или ко-локализация необходимая для Редокс Регуляции.

В 2010 учёные из Тель-Авивского университета обнаружили, что Восточный шершень (Vespa orientalis) преобразует солнечный свет в электроэнергию с помощью пигмента ксантоптерина. Это первое научное доказательство того, что представитель животного царства способен к самостоятельному фотосинтезу.

## Эволюция путей фиксации углерода

Механизм концентрирование углерода путём С_{4}-фотосинтеза.

Фотосинтез — это не просто реакция воды и СО2 с образованием сахара и кислорода. Суммарная реакция фотосинтеза идёт по сложному химическому пути, в котором задействован целый ряд ферментов и коферментов. Фермент Рубиско отвечает за фиксацию СО2 — то есть, он присоединяет его к углеродной молекуле с образованием трёхуглеродного сахара, который может использоваться растением. Однако этот фермент, как известно, неэффективен, и неспецифически взаимодействует с O2. Продукты этой побочной реакции утилизируются в процессе, известном как фотодыхание. Это энергетически затратный процесс, так как растению приходится тратить энергию, чтобы превратить продукты реакции О2 и молекулы акцептора СО2 обратно в форму, которая может реагировать с СО2.

### Концентрирование углерода[неизвестный термин]
С4-фотосинтез — относительно недавнее и ценное эволюционное приобретение растений. Оно представляет собой сложный комплекс адаптивных изменений физиологии и экспрессии генов. Около 7600 видов растений используют С4-путь для фиксации углерода, что составляет около 3 % всех наземных видов растений. Все эти 7600 видов относятся к покрытосеменным.
В ходе эволюции С4-растения приобрели механизм концентрирования углерода. Он работает за счёт увеличения концентрации СО2 вблизи Рубиско, тем самым способствуя стимуляции фотосинтеза и подавлению фотодыхания. Процесс концентрации СО2 требует много энергии, но при определенных условиях — высокой температуре (>25 °с) и низкой концентрации СО2 или высокой концентрации кислорода — он окупается с точки зрения снижения потерь сахаров через фотодыхание.

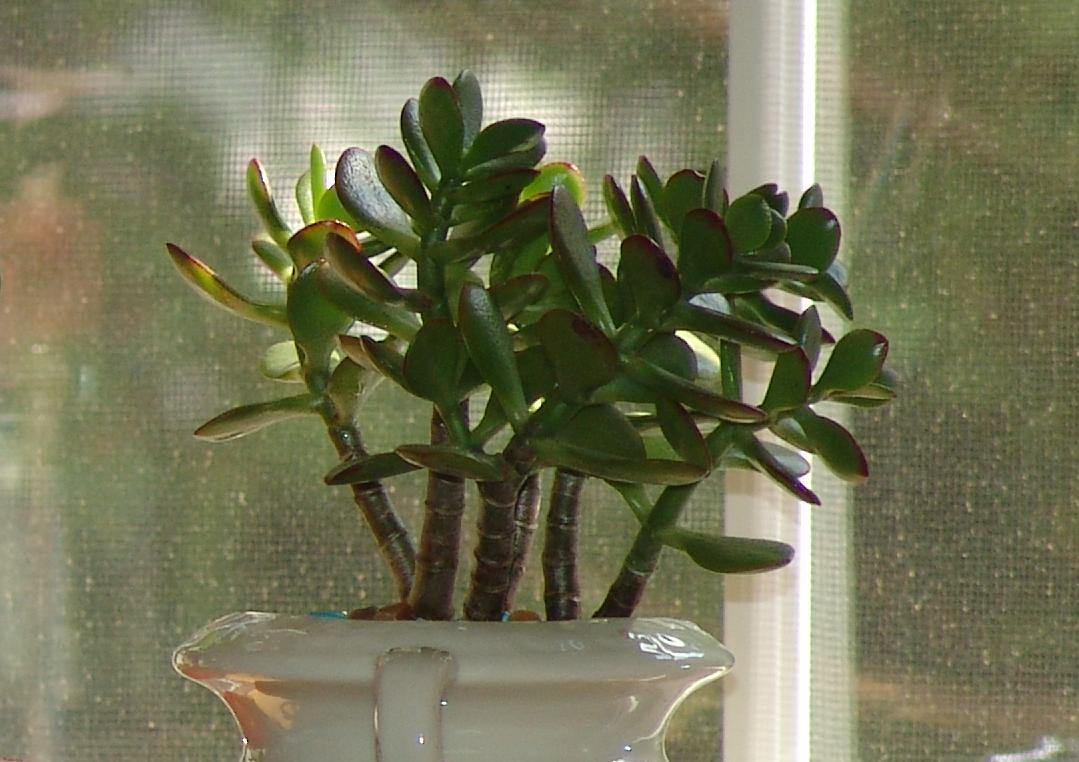
CAM-фотосинтез назван в честь семейства Crassulaceae, к которому принадлежит Толстянка яйцевидная.

Другой механизм концентрирования углерода — CAM-фотосинтез, который развился у некоторых растений в качестве адаптации к аридным условиям. Самое важное преимущество CAM-фотосинтеза — возможность держать большинство устьиц листа закрытыми в течение дня. Это позволяет снизить потери воды в результате транспирации. Устьица открываются ночью, чтобы собрать СО2, который хранится в вакуолях в виде четырёхуглеродной органической кислоты малата, а затем используется в ходе фотосинтеза в течение дня. Предварительно собранные СО2 концентрируется вокруг фермента Рубиско, что ведёт к повышении эффективности фотосинтеза.
CAM-фотосинтез неоднократно возникал в разных группах растений и развивался по пути конвергентной эволюции. Такой тип фотосинтеза зафиксирован у 16,000 видов (около 7 % всех растений), принадлежащих к более чем 300 родам из 40 семейств, но считается, что реальное число значительно выше. CAM-фотосинтез обнаружен у рода Isoetes (родственников Плауновых), папоротников и голосеменных, но подавляющее большинство растений с CAM-фотосинтезом относятся к покрытосеменным.

### Эволюционная летопись
Оба механизма повышения концентрации углекислого газа около Рубиско развивались независимо и неоднократно возникали в процессе эволюции. Так, С4 возник около 62 раз в 18 разных растительных семействах. Ряд преадаптаций способствовал возникновению С4-пути, в результате он часто возникал в определённых кладах: это чаще всего были растения, которые уже обладали такими качествами, как например обширная обкладка проводящего пучка. Исследования показывают, что есть несколько возможных путей развития С4-фотосинтеза, что было подтверждено с использованием Байесовского вывода.
С4-фотосинтез наиболее широко представлен среди трав, а CAM-фотосинтез — у суккулентов, в том числе кактусов. Этот признак, по-видимому появился в период Олигоцена, около 25 до 32 миллионов лет назад однако, они не был экологически значимым вплоть до миоцена, 6-7 миллионов лет назад. Примечательно, что некоторые окаменелости из каменного угля демонстрируют наличие Кранц-анатомии, с неповрежденной обкладкой проводящего пучка, что без сомнения говорит о наличии С4-метаболизма.

### Когда С4— это преимущество?
Хотя С4 и повышает эффективность Рубиско, концентрирование углерода требует больших затрат энергии. Это означает, что C4-растения имеют преимущество по сравнению С3 только в определенных условиях: а именно, высокая температура и малое количество осадков. С4-растений также нуждаются в высоком уровне солнечного света. Модели показывают, что без пожаров, которые убирали затеняющие деревья и кустарники, для C4-растения просто не было бы условий для роста. Однако лесные пожары происходили на протяжении почти 400 миллионов лет — почему же С4-фотосинтез не появился в то время, а затем внезапно произошло его неоднократное возникновение? В каменноугольном периоде (~300 миллионов лет назад) был крайне высокий уровень кислорода — почти достаточный, чтобы произошло самовозгорание — и очень низкий уровень СО2, но при этом отсутствует С4 изотопная подпись. То есть этот фактор не был причиной внезапного возникновения С4-растений в миоцене.
В течение миоцена, атмосфера и климат были относительно стабильными. Количество СО2 увеличивалось постепенно в период с 14 до 9 миллионов лет назад перед тем как стабилизироваться на уровне, характерном для голоцена. Это говорит о том, что он не играл ключевую роль в возникновении С4-растений. Травы (группа, в которой чаще всего возникал С4-фотосинтез) существовали уже 60 миллионов лет или больше, так что имели достаточно времени, чтобы развить С4-путь, который в любом случае присутствует в разнообразных групп и, следовательно, развивались независимо. Есть сильный сигнал изменения климата в Южной Азии увеличение засушливости — следовательно увеличивается частота и интенсивность пожаров — что могло привести к увеличению значимости луга. Однако это трудно согласовать с геологической летописью Северной Америки.. Возможно, что сигнал является полностью биологическим, вызванный пожарами и травоядными, которые ускорили эволюцию травы. Травы в свою очередь за счёт увеличения выветривания и усиления отложения углерода, снизили атмосферный уровень СО2. Наконец, есть свидетельства того, что начало С4-фотосинтеза с 9 до 7 миллионов лет назад — это неоднозначный сигнал, который справедлив только для Северной Америки, откуда происходит большинство образцов; появляются все новые свидетельства того, что травянистые равнины стали господствующим биомом в Южной Америке как минимум на 15 миллионов лет раньше.